# Tetracentraceae
Tetracentraceae is een botanische naam, voor een familie van tweezaadlobbige planten. Een familie onder deze naam wordt niet heel regelmatig erkend door systemen van plantentaxonomie. In het APG-systeem (1998) en het APG II-systeem (2003) is erkenning van deze familie optioneel, en de betreffende planten mogen ook ingevoegd worden in de familie Trochodendraceae. In deze beide systemen wordt de familie niet in een orde geplaatst. De APWebsite erkent niet zo'n familie.
Indien erkend gaat het om een heel kleine familie van slechts één soort.
In het Cronquist systeem (1981) was de plaatsing in een orde Trochodendrales.